# Probythinella emarginata
Probythinella emarginata är en snäckart som först beskrevs av Heinrich Carl Kuster 1852.  Probythinella emarginata ingår i släktet Probythinella och familjen tusensnäckor. Inga underarter finns listade i Catalogue of Life.